# Victoria Zdrok
Victoria Zdrok (nascuda com a Viktòria Nika Zelenètskaia (Виктория Зеленетская) el 3 de març de 1973 a Kíev, Ucraïna) és una model i actriu pornogràfica, a més d'advocada i escriptora ucraïnesa. Va ser elegida Playmate per la revista Playboy l'octubre de 1994. El juny de 2002 va aconseguir ser la noia del mes de la revista Penthouse, i posteriorment a l'any 2004 va ser noia de l'any de Penthouse. A més de destacar pel seu físic, Zdrok ha fet valer el seu intel·lecte com a advocada i terapeuta sexual.

## Estudis i carrera professional
Victoria és filla d'un reporter gràfic i d'una professora universitària. Amb només 9 anys, va donar mostres de la seva conducta rebel en destruir part del seu uniforme escolar durant una cerimònia patrocinada per l'Estat en el seu col·legi, fet que va quedar com un antecedent negatiu en el seu registre estudiantil, però tanmateix, no va ser un impediment perquè la noia integrés el primer grup d'estudiants soviètics en anar a un intercanvi amb els Estats Units l'any 1989, en el marc del programa d'obertura de la Glàsnost, en el marc d'un procés gradual d'acostament entre l'antiga Unió Soviètica i els Estats Units d'Amèrica. Amb 16 anys, Victoria va ingressar en el Pensacola Junior College, a on va graduar-se, i amb la ferma determinació de treure partit de la seva oportunitat i romandre a Amèrica, va contreure matrimoni l'any 1990 amb Alexander Zdrok, un conegut advocat de Filadèlfia, que aleshores tenia 37 anys. Després va ingressar en la Universitat West Chester de l'estat de Pennsilvània d'on va sortir-ne amb el títol de Bachelor in Arts.
La relació amb el seu espòs es va deteriorar aviat, i es van separar després d'un parell d'anys de matrimoni, separant-se legalment l'any 1996. Victoria va començar a estudiar dret a l'Escola de Lleis de la Universitat de Villanova, i després va cursar un doctorat en Psicologia Clínica a la Universitat de Drexel. Posteriorment, va anar a l'escola de Medicina de Nova Jersey, a on va fer un curs de terapeuta sexual.

## Model
Paral·lelament a les seves activitats acadèmiques, la jove ucraïnesa va trobar la manera de treure profit econòmic del seu atractiu físic i així poder pagar els seus estudis treballant com a model a temps parcial per a fullets publicitaris i publicacions locals a Filadèlfia. L'agost de l'any 1994, la revista Philadelphia magazine la va nomenar Best Beauty. Assistint a una convenció d'estudiants de lleis a Chicago, Victoria va ser descoberta per un busca talents de Playboy que li va proposar esdevenir la model del mes de la revista. El seu espòs va fer-li fotografies, les va enviar a la publicació, i a l'octubre d'aquell mateix any, Victoria va aparèixer en el desplegable central de la famosa revista com a model del mes. Victoria va aprofitar aquesta nova oportunitat per establir la seva carrera en el modelatje, i va signar un contracte amb l'agencia Clic Modeling Agency.
Victoria aviat va trencar relacions amb Playboy doncs va advertir que posar per a les seves pàgines no havia donat un gran impuls a les seves aspiracions, a causa de més a la poca transparència en el procés que va coronar a Julie Lynn Cialini com a Playmate de l'any en comptes d'ella, i va decidir independitzar-se en el món del modelatge per a adults. Més tard, Zdrok reapareixeria en les revistes per adults, aquesta vegada en la publicació rival de Playboy, la revista Penthouse, com la model del mes de juny de l'any 2002, i també l'any 2004, Victoria va arribar a ser la noia del any. Juntament amb Lynn Thomas i Alexandria Karlsen, són les úniques models eròtiques nord-americanes que han posat per a les dues revistes.

## Estrella pornogràfica
El títol atorgat per Penthouse, va marcar un abans i un després en la carrera de Victoria Zdrok, qui aprofitant la seva peculiar combinació d'intel·ligència i d'idees lliberals respecte a la sexualitat, va optar per un estil molt més agosarat i explícit en el modelatje per adults. L'any 1998 ja s'havia convertit en una de les primeres models per adults en administrar el seu propi lloc d'internet, planetvictoria.com (que va ser tancat l'any 2011) a on es va permetre explorar postures i situacions més extremes, com a fotografies de molt baixa qualitat, però amb un alt contingut eròtic-fetitxista on per exemple va posar orinant, masturbant-se amb objectes, es va despullar estant embarassada, i en el que tal vegada és el seu material més controvertit, apareix en fotografies i en videos d'alta tensió incestuosa al costat de la seva germana Tatiana.
Victoria Zdrok també ha incursionat en la pornografia dura en sessions fotogràfiques a on té diversos tipus de contacte sexual no simulat amb homes (fins i tot pràctiques de tipus sadomasoquista), encara que en cap d'elles practica el coit, i són molt més recurrents les seves escenes de lesbianisme explícit. En la seva carrera pornogràfica, Victoria ha aparegut en diverses publicacions dels mitjans, com Leg show, Hustler's Taboo, Nugget, Club, per anomenar només algunes publicacions, que es caracteritzen per les seves postures explícites (molt diferents de la fotografia de glamur de la revista Playboy) amb èmfasi en la genitalitat. Novament valent-se de les seves distincions acadèmiques com a singularitat en el mitjà, en algunes sessions va posar amb el pseudònim de Dr. Z.

## Escriptora
Com a escritoria, Victoria ha publicat una sèrie de llibres sobre les relacions entre tots dos sexes i les tècniques de seducció per a tenir una vida afectiva i eròtica més satisfactòria. Entre les seves publicacions es troben:
- Anatomy of Pleasure (Textstream, 2004)
- Him + Her: The Ultimate Guide to Your Lover (en conjunt amb Tseverin Furey) (Sterling/Ravenous Publishing, 2008)
- Surrender: the couples' guide to the edge of pleasure (Sterling/Ravenous Publishing, 2008)
- Dr. Z on Scoring: How to Pick Up, Seduce and Hook Up with Hot Women (Simon & Schuster, 2008)
- The 30-day Sex Solution (juntament amb Ph.D. John Wilson) (Adams Media Corp, 2011)